# Pátra
Pátra (görög Πάτρα, ógörög Πάτραι, Patrai, latin Patrae) Görögország harmadik legnagyobb városa és a nyugat-görögországi Ahaia prefektúra székhelye.

## Földrajz
A város a Peloponnészosz északi részén, az 1926 méter magas Panahaiko hegy lábánál, a Pátrai-öböl partján helyezkedik el.
A város 215 km-re fekszik Athéntól, 94 km-re Pürgosztól, 134 km-re Korinthosztól és 144 km-re Tripolitól. A legfontosabb folyó a közelben a Glafkosz, mely a Panakhaikó hegyen ered, és a városon keresztül ömlik a tengerbe. A nagy esésű folyó 1925 óta szolgál energiával a környező falvaknak. Itt épült az ország legelső vízerőműve is. A folyó ivóvízként is szolgál Pátra lakosainak.

## Éghajlat
| Hónap                                            | Jan. | Feb. | Már. | Ápr. | Máj. | Jún. | Júl. | Aug. | Szep. | Okt. | Nov. | Dec. | Év   |
| ------------------------------------------------ | ---- | ---- | ---- | ---- | ---- | ---- | ---- | ---- | ----- | ---- | ---- | ---- | ---- |
| Átlagos max. hőmérséklet (°C)                    | 14,5 | 15,0 | 16,8 | 19,7 | 24,2 | 28,0 | 30,1 | 30,9 | 28,2  | 24,1 | 19,5 | 16,1 | 22,3 |
| Átlagos min. hőmérséklet (°C)                    | 6,1  | 6,4  | 7,7  | 10,2 | 13,9 | 17,4 | 19,4 | 19,6 | 17,2  | 13,8 | 10,3 | 7,6  | 12,5 |
| Átl. csapadékmennyiség (mm)                      | 89   | 82   | 63   | 48   | 29   | 8    | 5    | 5    | 28    | 72   | 118  | 116  | 663  |
| Forrás: Hellenic National Meteorological Service |      |      |      |      |      |      |      |      |       |      |      |      |      |

## Történelem
A görög mítoszok szerint – amelyről Pauszaniasz Periégétész írt – három település egyesüléséből jött létre. Ezek közül Aroét és Antheiát Eumélosz alapította, később kettőjük között alakult Messzatisz, amelyek végül összeolvadtak. Eumélosz mítosza arra utal, hogy ezen a környéken kezdődött az akhaiai földművelés.
A város helyén már időszámításunk előtt 3000 évvel is létezett egy kisebb település. A mükénéi uralom alatt (Kr. e. 1580-1100) a település kisebb virágzásnak indult. Kr. e. 280 után és a római hódítás előtt a település fontos szerepet játszott a második Akháj Szövetség megkötésében más településekkel együtt. Kr. e. 14-ben Augustus császár római kolóniát alapított a város helyén, így a római korban a település egyszerű mezőgazdaságból élő faluból fontos kikötővárossá nőtte ki magát. Krisztus után a város fontos keresztény központtá vált, majd a Római Birodalom kettéválása után is megőrizte fontosságát mint kikötőváros. 1204-ben a keresztes hadjárat során lovagok megalapították az Akháj Fejedelemséget, melynek a város is a része lett. 1430-ban az Oszmán Birodalom leigázta Bizáncot, így hamarosan az Akháj fejedelemség is török kézre került. Ezután Velence és Genova számos támadást intézett a törökök ellen a város visszafoglalása érdekében, de Pátra 1828-ig török kézen maradt. Ekkor a francia expedíciós hadtest segítségével a város felszabadult, majd gyorsan a független Görögország második legfontosabb városává vált. A 20. század elején gyors fejlődésnek indult, és Pátra lett az első görög város ahol megjelent az utcai világítás is. Az első világháború gátat vetett a fejlődésnek, majd a második világháború alatt olasz és német csapatok szállták meg.

## A város napjainkban
Napjainkban a város jelentős idegenforgalommal bír. Ezt szolgálja a sok szálloda és a szórakozóhelyek. Nevezetességei között van a város fölé emelkedő török kori erőd és a gyönyörű Szent András Székesegyház. Továbbá nevezetes a 2004-ben épült Peloponnészoszt és Közép-Görögországot összekötő monumentális híd, mely a város mellett ível át a Korinthoszi-öblön. Januárban a városban kerül megrendezésre a Pátrai Karnevál, melyen artisták, zenészek és különböző mutatványosok lépnek fel. Az eseményt már 160 éve minden évben megrendezik a városban. Továbbá híres még a Pátrai Nemzetközi Fesztivál, melynek során színdarabok és musicaleket tekinthetünk meg minden nyáron töménytelen mennyiségben. A kulturális életet szolgálja a város számos galériája, könyvtára és színháza, köztük a híres Apolló Színház. A város 2006-ban Európa kulturális fővárosa lett.

## Testvérvárosai
- Bydgoszcz, Lengyelország
- Chișinău, Moldova
- Bari, Olaszország
- Ancona, Olaszország
- Gjirokastër, Albánia
- Split, Horvátország
- Reggio Calabria, Olaszország
- Limassol, Ciprus
- Craiova, Románia
- Banja Luka, Bosznia-Hercegovina
- Famagusta, Ciprus
- Saint-Étienne, Franciaország
- Debrecen, Magyarország

## Fordítás
- Ez a szócikk részben vagy egészben  a   Patras című angol Wikipédia-szócikk fordításán alapul.  Az eredeti cikk szerkesztőit annak laptörténete sorolja fel. Ez a jelzés csupán a megfogalmazás eredetét és a szerzői jogokat jelzi, nem szolgál a cikkben szereplő információk forrásmegjelöléseként.